# 巴斯和東北薩默塞特
巴斯和東北薩默塞特（英語：Bath and North East Somerset，常稱為：或B&NES）是英國薩默塞特郡巴斯和薩默塞特議會下轄的一個單一管理區，隨著埃文郡的廢除而成立於1996年4月1日。 巴斯和東北薩默塞特履行當地幾乎所有一切的政府職能，只有消防、警察和急救服務是和其他地區重疊的。行政中心在巴斯。
巴斯和東北薩默塞特佔地面積220平方英里（570平方），其中二分之三是英國綠帶。北至布里斯托，南達門迪普丘陵、東至南科茨沃爾德丘陵和威爾特郡。主要人口聚居地是行政中心巴斯，但也有凱恩舍姆、Midsomer Norton、Radstock、西田和丘谷。
區域內地理富於變化，有許多河谷山丘。而人口聚居史可以追溯至古羅馬時代。工業時代興建了鐵路和運河。巴斯則在喬治王時代成為著名溫泉旅遊勝地。

## 外部連結
- BANES council
- Rural Landscapes of Bath and North East Somerset